# 中苏友协新疆分会旧址
中苏友协新疆分会旧址（維吾爾語：جۇڭگو- سوۋېت ئىتتىپاقى دوستلۇق جەمئىيىتى شىنجاڭ شۆبىسىنىڭ كونا ئورنى‎）是中苏友好协会新疆分会（中苏友协新疆分会）及前身中苏友好协会新疆分会的历史遗存，位于中国新疆维吾尔自治区乌鲁木齐市天山区团结路。
中苏友协新疆分会旧址是原迪化友协俱乐部的部分建筑，建于民国三十六年（1947年）。2024年，中苏友协新疆分会旧址列为乌鲁木齐市文物保护单位，2025年起作为新疆当代音乐陈列馆使用。

## 历史

### 中苏友协新疆分会的设撤
中苏文化学会新疆分会是中苏友好协会新疆分会的前身，最初于民国二十八年（1939年）11月成立，隶属于新疆民众反帝联合会。王宝乾为会长，毛泽民、沈雁冰、张仲实等人为理事。中苏文化学会新疆分会在新疆多地建有分会，会举办苏联图片展、交换图书、举办俄语班等活动。不过因为主政新疆的盛世才后期摒弃亲苏政策，加上三区革命的爆发。中苏文化学会新疆分会在民国三十五年（1946年）2月停止活动。
民国三十五年（1946年），中华民国政府与三区革命政府签署和平条款，成立联合政府。中苏文化学会新疆分会（新疆中苏文化协会）恢复活动，不过在组织上与前身大有不同，即理事长由新疆省政府主席兼任，首任理事长为张治中，继任者分别由麦斯武德、包尔汉担任。中苏文化学会新疆分会会址设于原新疆土产公司，活动范围仅位于迪化（今乌鲁木齐市）。中苏文化学会新疆分会在此时会举办照片展，组织俄语培训班，举办演讲、学术讨论，放映电影，组织跳舞、游戏等活动。迪化年轻人对中苏文化学会新疆分会趋之若鹜。
1949年11月，中苏文化学会新疆分会决定改中苏文化学会新疆分会为中苏友好协会新疆分会（中苏友协新疆分会）。1950年2月苏联建军节当日，中苏友协新疆分会正式成立。包尔汉任会长，赛福鼎·艾则孜、王震等人任副会长，努斯热提·谢依迪任理事会秘书长。中苏友协新疆分会建立后，下设俱乐部、图书馆。中苏友协新疆分会会举办苏联影片展览、招待中国人民赴朝慰问团代表等活动。1960年代中苏交恶后，中苏友协新疆分会停止活动。直到1985年，中国和苏联的关系得到改善，中苏友协新疆分会恢复活动，当年接待前往新疆参加活动的苏联代表团。

### 建筑建设与使用
如今的中苏友协新疆分会旧址是中苏友协新疆分会管理的迪化友协俱乐部的部分建筑，位于迪化南梁（今乌鲁木齐市天山区团结路）。民国三十六年（1947年），迪化南梁文化会堂建成，后改为迪化友协俱乐部。迪化友协俱乐部建筑原为砖木结构建筑，内有的宽十米，进深八米，可用于歌舞、戏剧演出的舞台，也有可容纳700人的观众席。1956年以后，俱乐部建筑主要作为电影院存在。
1962年中苏友协新疆分会停止活动后，新疆维吾尔自治区文化厅接手管理、使用俱乐部建筑。1968年，俱乐部停止营业。两年后俱乐部主体建筑拆除。2024年10月，剩余建筑作为中苏友协新疆分会旧址被乌鲁木齐市人民政府列为第七批乌鲁木齐市文物保护单位。2025年1月，位于中苏友协新疆分会旧址的新疆当代音乐陈列馆揭牌成立。

## 建筑
中苏友协新疆分会旧址是一栋坐东朝西的土木结构建筑。建筑面积574平方米，建筑平面呈矩形，南北长超28米，东西宽近18米。建筑为双层屋顶。建筑整体是苏式建筑风格。